# マイケル・オントキーン
マイケル・オントキーン（Michael Ontkean 1946年1月24日 - ）はカナダの俳優である。

## 略歴
ブリティッシュ・コロンビア州生まれ。父親はボクサーまたは俳優、母親も女優 。

子役でデビューし、テレビシリーズ「命がけの青春／ザ・ルーキーズ」でブレイク。番組終了翌年にポール・ニューマン主演のスラップ・ショットに準主役で抜擢される。
日本では『ツイン・ピークス』のハリー・S・トルーマン役で知られるようになった。

## 主な出演作品
- 爆走の報酬 The Peace Killers (1971)
- 命がけの青春／ザ・ルーキーズ The Rookies (1972-1976)　テレビシリーズ　※パイロット版タイトル「スタジアム乱射事件」
- ウィッチング Necromancy (1972)
- スラップ・ショット Slap Shot  (1977)　-　キネマ旬報ベストテン第6位
- ふたりだけの微笑 Voices (1979)
- ウィリーとフィル 危険な関係 Willie & Phil (1980)
- メーキング・ラブ Making Love (1982)
- 他人の血 Le sang des autres (1984)
- 星に願いを Maid to Order (1987)
- マイフレンド，クララ Clara's Heart (1988)
- ブルースに抱かれて Bye Bye Blues (1989)
- ツイン・ピークス Twin Peaks (1989) テレビシリーズ
- レッドボーダー Cold Front (1989)
- 血ぬられたレガシー Legacy of Lies (1992)
- リトル・セックス Just a Little Harmless Sex (1998)
- キリング・スプリング A Killing Spring (2002)
- ファミリー・ツリー The Descendants (2011)

## 参照
1. ↑  
Michael Ontkean Biography (1946?-)